# Arctic and Antarctic Research Institute
L'Arctic and Antarctic Research Institute o AARI ( russo : Арктический и антарктический научно-исследовательский институт , abbreviato in ААНИИ ) è il più antico e il più grande istituto di ricerca russo nel campo degli studi scientifici sull'Artico e sull'Antartide.
È ubicato a San Pietroburgo.
L'AARI ha numerosi dipartimenti, come quelli di oceanografia, glaciologia, meteorologia, idrologia studio sulle foci dei fiumi artici e risorse idriche, geofisica, geografia polare e altri. Ha anche un proprio centro di calcolo, laboratorio di ricerca sul ghiaccio, laboratori sperimentali e un museo (il Museo dell'Artico e dell'Antartico ).
Scienziati come Alexander Karpinsky, Alexander Fersman, Yuly Shokalsky, Nikolai Knipovich, Lev Berg, Otto Schmidt, Rudolf Samoylovich, Vladimir Vize, Nikolai Zubov, Pyotr Shirshov, Nikolai Urvantsev e Yakov Gakkel hanno tutti dato il loro prezioso contributo al lavoro di l'AARI.
Nel corso della sua storia, l'AARI ha organizzato più di mille spedizioni artiche, tra cui decine di spedizioni aeree ad alta latitudine, che hanno trasportato 34 Stazioni di ghiaccio alla deriva nell'Artico centrale.

## Storia
L'AARI è stata fondata il 3 marzo 1920 come spedizione nordica di ricerca e commercio (Северная научно-промысловая экспедиция)